# Боняківський Валерій Євгенович
Вале́рій Євге́нович Бонякі́вський (нар. 14 січня 1970 — пом. 16 жовтня 2014) — старшина полку патрульної служби міліції особливого призначення «Дніпро-1» МВС України, загинув в ході російсько-української війни.

## Життєпис
Народися 1970 року в місті Полтава. Закінчив з червоним дипломом полтавську ЗОШ-11, Ворошиловградське вище військове авіаційне училище, служив у ВПС Радянської армії, літав на штурмовиках Су-25.
Проживав у Полтаві, приватний підприємець, художник, реставратор.
Роботи Боняківського виставлялися в Полтавському художньому музеї імені Миколи Ярошенка, зберігаються у приватних колекціях 34 країн світу.
З початком бойових дій пішов добровольцем на фронт у складі Добровольчого Українського Корпусу, потім перевівся до батальйону «Дніпро-1», де був командиром штурмово-розвідувальної групи.
16 жовтня 2014 року загинув під селом Нетайлове — виконуючи зачистку території від диверсійних груп, міліціонери потрапили під мінометний обстріл.
Похований на Боженківському кладовищі Полтави на Алеї Слави.
Залишились мама Марія Карпівна, три доньки та внук, колишня дружина Галина.

## Нагороди та вшанування
- орден «За мужність» III ступеня (31.10.2014, посмертно)
- почесна відзнака «Перемога за нами» (14.04.2017, посмертно)
- нагрудний знак «За вірність народу України» I ступеня
- медаль «Захиснику Дніпропетровська від сепаратизму» (24.08.2015)
- медаль «За жертовність і любов до України» (18.11.2015)
- у кінці травня 2015 року на фасаді полтавської ЗОШ встановлено меморіальну дошку випускнику Валерію Боняківському — за основу взятий автопортрет[3].
- у жовтні 2017 р. до триріччя з дня загибелі мати презентувала книгу спогадів «Кабул: Шлях мужності. Спогади про Валерія Боняківського». Ця книга є результатом роботи людей різного віку, професій, уподобань яких об'єднує одна спільна риса — патріотизм та безмежна любов до України. Тут є і поетичні твори, присвячені Валерію Боняківському, і спогади його матері та бойових побратимів. Також подаються фотографії з сімейного архіву та фотографії його картин.
- Його портрет розміщений на меморіалі «Стіна пам'яті полеглих за Україну» в Києві: секція 4, ряд 5, місце 31